# (177065) 2003 FP7
2003 أف بي 7 (ويعرف أيضًا باسم (177065) 2003 أف بي 7 وفق تسمية الكوكب الصغير) (بالإنجليزية: 2003 FP7)‏ هو كويكب ضمن حزام الكويكبات؛ وترتيبه 177065 من حيث الاكتشاف.
اكتُشف هذا الجُرم الفلكي بواسطة جيمس ويتني يونغ في 30 مارس 2003.

## وصلات خارجية
- (177065) 2003 FP7 في قاعدة بيانات مختبر الدفع النفاث لأجرام النظام الشمسي الصغيرة

- الاكتشاف · مخطط المدار ·  العناصر المدارية · المعلمات المادية

- (177065) 2003 FP7 على موقع ويكي سكاي: DSS2, SDSS, GALEX, IRAS, Hydrogen α, X-Ray, Astrophoto, Sky Map, Articles and images